# المنايس (إب)

تعديل مصدري - تعديل

المنايس محلة تابعة لقرية الشجاف، التابعة لعزلة ثواب اعلى بمديرية إب إحدى مديريات محافظة إب في الجمهورية اليمنية.، بلغ تعداد سكانها 31 حسب تعداد اليمن لعام 2004.